# Carlo Ninchi
Carlo Ninchi (Bolonia, 31 de mayo de 1896-Roma, 1 de mayo de 1974) fue un actor teatral y cinematográfico italiano.

## Biografía
Nacido en Bolonia, Italia, era hermano del también actor Annibale Ninchi (1887-1967) y primo de Ave Ninchi (1915-1997). Debutó en la compañía de su hermano interpretando a Pilade en Oreste, obra de Vittorio Alfieri, gracias a la cual fue reclamado por las principales compañías teatrales italianas, coincidiendo en las mismas con actores de la talla de Paolo Stoppa y Gino Cervi.
A partir de mediados de la década de 1930, Ninchi se interesó por la industria cinematográfica, iniciándose una fructífera colaboración que le llevó a encarnar a numerosos personajes dramáticos, a menudo adaptados de la literatura, como Alfio en Cavalleria rusticana (1939), de Amleto Palermi, en la que actuaba la "sex-symbol" del Régimen Doris Duranti; el Innominado de Promessi sposi, de Mario Camerini (1941), film con un gran presupuesto; y, sobre todo, el Conde Ugolino en la película homónima de 1949 dirigida por Riccardo Freda. 
También intervino en la exitosa Fabiola (1948), de Alessandro Blasetti y en Messalina (1951), de Carmine Gallone. A pesar de todo, también son inolvidables sus actuaciones cómicas, incluso autoparódicas, como la del personaje Pepè Le Mokò en Totò le Mokò (1949), de Carlo Ludovico Bragaglia.
A partir de la década de 1950, la calidad artística de sus filmes se resiente, siendo únicas excepciones Il conte di Montecristo (1966) y La Ciociara (1960).
Carlo Ninchi falleció en Roma, Italia, en 1974.

## Filmografía
| - Corte d'Assise, de Guido Brignone (1930) - Terra madre, de Alessandro Blasetti (1931) - La scala, de Gennaro Righelli (1931) - La stella del cinema, de Mario Almirante (1931) - Il solitario della montagna, de Wladimiro De Liguoro (1931) - La Wally, de Guido Brignone (1931) - Camicia nera, de Giovacchino Forzano (1933) - Passaporto rosso, de Guido Brignone (1935) - Amo te sola, de Mario Mattoli (1935) - Escipión, el africano (Scipione l'Africano), de Carmine Gallone (1937) - Cavalleria rusticana, de Amleto Palermi (1939) - Dora Nelson, de Mario Soldati (1939) - L'uomo della legione, de Romolo Marcellini (1940) - Scandalo per bene, de Esodo Pratelli (1940) - La conquista dell'aria, de Romolo Marcellini (1940) - L'arcidiavolo, de Toni Frenguelli (1940) - Lucrezia Borgia, de Hans Hinrich (1940) - La fanciulla di Portici, de Mario Bonnard (1940) - I promessi sposi, de Mario Camerini (1941) - Turbine, de Camillo Mastrocinque (1941) - Marco Visconti, de Mario Bonnard (1941) - La leggenda della Primavera, de Giorgio W. Chili (1941) - Il re si diverte, de Mario Bonnard (1941) - Giarabub, de Goffredo Alessandrini (1942) - Odessa in fiamme, de Carmine Gallone (1942) - Catene invisibili, de Mario Mattoli (1942) - La morte civile, de Ferdinando Maria Poggioli (1942) - Capitan Tempesta, de Corrado D'Errico (1942) - Tragica notte, de Mario Soldati (1942) - Stasera niente di nuovo, de Mario Mattoli (1942) - I due Foscari, de Enrico Fulchignoni (1942) - Il leone di Damasco, de Corrado D'Errico (1942) - Luisa Sanfelice, de Leo Menardi (1942) - La valle del diavolo, de Mario Mattoli (1943) - La vispa Teresa, de Mario Mattoli (1943) - In due si soffre meglio, de Nunzio Malasomma (1943) - Tutta la vita in ventiquattr'ore, de Carlo Ludovico Bragaglia (1943) - La signora in nero, de Nunzio Malasomma (1943) - Lacrime di sangue, de Guido Brignone (1944) - Circo equestre Za-bum, de Mario Mattoli (1944) - La porta del cielo, de Vittorio De Sica (1944) - I dieci comandamenti, de Giorgio W. Chili (1944) - Due lettere anonime, de Mario Camerini (1945) - Il canto della vita, de Carmine Gallone (1945) - Desiderio, de Roberto Rossellini, Marcello Pagliero (1946) - L'adultera, de Duilio Coletti (1946) - Le vie del peccato, de Giorgio Pàstina (1946) - Amanti in fuga, de Giacomo Gentilomo (1946) - O sole mio, de Giacomo Gentilomo (1946) - La figlia del capitano, de Mario Camerini (1947) - Fiamme sul mare, de Vittorio Cottafavi (1947) - Il corriere di ferro, de Francesco Zavatta (1947) - La primula bianca, de Carlo Ludovico Bragaglia (1947) - Il Passatore, de Duilio Coletti (1947) | - Ultimo amore, de Luigi Chiarini (1947) - Tempesta d'anime, de Giacomo Gentilomo (1947) - Il corriere del re, de Gennaro Righelli (1947) - Totò al giro d'Italia, de Mario Mattoli (1948) - Sono io l'assassino, de Roberto Bianchi Montero (1948) - Un mese d'onestà, de Domnico Gambino (1948) - Il grido della terra, de Duilio Coletti (1948) - I cavalieri delle maschere nere, de Pino Mercanti (1948) - I contrabbandieri del mare, de Roberto Bianchi Montero (1948) - L'eroe della strada, de Carlo Borghesio (1948) - L'isola di Montecristo, de Mario Sequi (1948) - Fiamme sul mare, de Michael Waszynsky (1948) - Il conte Ugolino, de Riccardo Freda (1949) - Fabiola, de Alessandro Blasetti (1949) - Come scopersi l'America, de Carlo Borghesio (1949) - La mano della morta, de Carlo Campogalliani (1949) - Totò le Mokò, de Carlo Ludovico Bragaglia (1949) - Le sei mogli di Barbablù, de Carlo Ludovico Bragaglia (1950) - Il leone di Amalfi, de Pietro Francisci (1950) - Il figlio di D'Artagnan, de Riccardo Freda (1950) - La bellezza del diavolo, de Renè Claire (1950) - La portatrice di pane, de Maurice Cloche (1950) - Napoli milionaria, de Eduardo De Filippo (1950) - Taxi di notte, de Carmine Gallone (1950) - Il diavolo in convento, de Nunzio Malasomma (1951) - Sangue sul sagrato, de Goffredo Alessandrini (1951) - Napoleone, de Carlo Borghesio (1951) - Cameriera bella presenza offresi..., de Giorgio Pàstina (1951) - Messalina, de Carmine Gallone (1951) - Amor non ho... però... però, de Giorgio Bianchi (1951) - La fiammata, de Alessandro Blasetti (1952) - Il sogno di Zorro, de Mario Soldati (1952) - La prigioniera della torre di fuoco, de Giorgio W. Chili (1952) - Don Lorenzo, de Carlo Ludovico Bragaglia (1952) - Spartaco, de Riccardo Freda (1953) - Il medico dei pazzi, de Mario Mattoli (1954) - La grande avventura, de Mario Pisu (1954) - I colpevoli, de Turi Vasile (1955) - I due compari, de Carlo Borghesio (1955) - I giorni più belli, de Mario Mattoli (1956) - Il marito, de Nanni Loy y Gianni Puccini (1957) - Dos mujeres, de Vittorio De Sica (1960) - Costantino il Grande, de Lionello De Felice (1960) - La tigre dei sette mari, de Luigi Capuano (1962) - I moschettieri del mare, de Steno (1962) - Il conte di Montecristo (1966) TV |

## Teatro radiofónico
- Anna Christie, de Eugene O'Neill, con Carlo Ninchi, Lilla Brignone y Jone Morino. Dirección de Pietro Masserano Taricco, emitida el 26 de febrero de 1957.

## Teatro televisado
- La cucina degli angeli, Mirko Ellis, Pina Cei, Mario Scaccia y Carlo Ninchi; dirección de Alessandro Brissoni, emitida el 25 de mayo de 1957